# Selton Mello
Selton Figueiredo Melo (Passos, 30 de dezembro de 1972) é um ator, dublador, diretor e produtor brasileiro. Reconhecido pela crítica e pelo público por sua versatilidade e competência, ele é considerado um dos grandes nomes do Brasil no campo das artes cênicas e do audiovisual.

## Juventude
Nascido em Passos (Minas Gerais), ainda criança se mudou para São Paulo com sua família. Devido a sua carreira de ator, passou a residir na cidade do Rio de Janeiro. É filho de Dalton Natal de Melo e Selva Aretuza Figueiredo Melo, ambos descendentes de portugueses. Seu nome é a junção das três iniciais de sua mãe, Sel, com as três últimas do nome de seu pai, Ton. É irmão do também ator Danton Mello.

## Carreira
Seu primeiro trabalho na televisão ocorreu em 1981, quando tinha oito anos, no seriado Dona Santa exibido na Rede Bandeirantes, interpretando Sidney, um dos personagens centrais da trama. Em 1983, viveu Raimundo na novela Braço de Ferro, também na Bandeirantes. Em 1984, se transferiu para Rede Globo e integrou no elenco da novela Corpo a Corpo como Ronaldo Pellegrini. Em 1986, participou da primeira fase da novela Sinhá Moça interpretando o escravo alforriado Rafael.
Em seguida, ficou afastado da TV por seis anos, para se dedicar ao cinema e a sua carreira como dublador. Personagens como John Bender, de Clube dos Cinco, Charlie Brown, de Charlie Brown e seus amigos (Peanuts), e o jovem Indiana de Indiana Jones e a Última Cruzada, foram dublados por ele em suas versões brasileiras. Diversos outros filmes como Loucademia de Polícia, Os Goonies e os Karate Kid Parte II e Parte III tiveram suas dublagens feitas por ele. A Nova Onda do Imperador, Irmão Urso e as animações brasileiras Uma História de Amor e Fúria e Lino - O Filme são outros que ele participou já como ator convidado, não mais como dublador.
Em 1990, fez sua estreia no cinema através do filme Uma Escola Atrapalhada no papel de Renan. Em 1992, retornou as novelas interpretando Bruno em Pedra sobre Pedra. Em 1993 esteve no elenco da novela Olho no Olho interpretando Juca. Em 1994, viveu Vítor Velasquez, um dos personagens centrais da novela Tropicaliente. Em 1995, viveu Antônio Mestieri na novela A Próxima Vítima. Em 1997, interpretou Emanuel na novela A Indomada. Em 1999, protagonizou ao lado do ator Matheus Nachtergaele a minissérie O Auto da Compadecida no papel do nordestino Chicó. No mesmo ano, foi coprotagonista da novela das seis Força de um Desejo interpretando Abelardo Sobral.
Em 2000, foi protagonista da série A Invenção do Brasil feita em comemoração aos 500 anos do Brasil, como Diogo Álvares Corrêa, o Caramuru. Em 2001, protagonizou a minissérie Os Maias interpretando João da Ega. No mesmo ano, protagonizou o filme Lavoura Arcaica como André. Em 2003, integrou no elenco da terceira temporada do seriado Os Normais no papel de Bernardo. No mesmo ano, protagonizou o longa-metragem Lisbela e o Prisioneiro como Leléu Antônio. Em 2004, foi um dos protagonistas da série Os Aspones, interpretando Tales. No mesmo ano, apresentou o programa Tarja Preta, exibido no Canal Brasil, onde entrevistava profissionais do cinema e de cultura.
Em 2005, viveu Pernambuco Nogueira no filme O Coronel e o Lobisomem. Em 2006, estreou como diretor,  dirigindo o curta-metragem Quando o Tempo Cair Em 2007, viveu o protagonista Matt na série O Sistema. Em 2008, protagonizou o filme Meu Nome Não É Johnny, interpretando o produtor musical João Guilherme Estrella, e dirigiu o filme Feliz Natal. Em 2009, protagonizou o filme Jean Charles, baseado na história real do brasileiro morto ao ser confundido com terroristas em Londres. Em 2010, esteve no elenco da série A Cura no papel do protagonista Dimas Bevilláqua. Em 2011, protagonizou ao lado de Luana Piovani e Débora Falabella, o seriado A Mulher Invisível interpretando Pedro; a série foi baseada no filme lançado em 2009. Também em 2011, protagonizou Billi Pig com Grazi Massafera, onde interpretou Wanderley, e lançou seu segundo filho, O Palhaço, do qual é protagonista, roteirista e diretor e com o qual ganhou doze Grandes Otelos no Grande Prêmio do Cinema Brasileiro 2012.
Em 2012, viveu o protagonista Troy Somerset no filme Reis e Ratos. Também em 2012, passou a viver Caio na série Sessão de Terapia no canal GNT, no qual também é diretor. A série ganhou mais duas temporadas, se estendendo até 2014. Em 2014, participou do filme anglo-brasileiro Trash - A Esperança Vem do Lixo como Frederico. Em 2016, interpretou Augusto de Valmont, um dos protagonistas da série Ligações Perigosas. Também em 2016, fez parte do elenco do último filme de Héctor Babenco, Meu Amigo Hindu, como a personificação da morte. Em 2017, dirige, roteiriza e atua em O Filme da Minha Vida, seu terceiro filme.
Em 2018, protagonizou a série da Globo Treze Dias Longe do Sol como Saulo Garcez e integrou o elenco da série O Mecanismo, da Netflix, interpretando o protagonista Marco Ruffo. A série teve duas temporadas. Em 2019, voltou com a série Sessão de Terapia , em exclusivo para o Globoplay, onde acumula funções de diretor e protagonista, o terapeuta Caio Barone. Em 2020, retornaria as novelas após 23 anos afastado, interpretando o protagonista Dom Pedro II na novela das seis Nos Tempos do Imperador, entretanto a novela foi adiada devido a Pandemia de COVID-19, tendo a sua estreia em Agosto de 2021.
Pela sua atuação na novela ele ganhou o Prêmio F5 de Melhor Ator do ano.
Em 2024, Selton Mello protagonizou o filme Ainda Estou Aqui interpretando Rubens Paiva, ex-deputado que desapareceu durante a ditadura militar brasileira. No mesmo ano, ele também protagonizou O Auto da Compadecida 2, novamente ao lado de Matheus Nachtergaele, lançado nos cinemas nacionais dia 25 de dezembro.
Em 2025, Mello protagonizará Enterre Seus Mortos, ainda sem previsão de estreia nos cinemas. O filme teve sua première nacional no Festival do Rio. No mesmo ano, Selton integra o elenco da quinta sequência de Anaconda e viaja à Austrália para as gravações do filme.

## Vida pessoal
Em sua vida pessoal, Selton sempre se manteve discreto. Em entrevista para o Mais Você em 2024, ele declarou que gosta de ficar sozinho, apreciando sua própria companhia e sua rotina tranquila, e que nunca teve o sonho de se casar ou ter filhos, o que o fez ser muito cobrado pelas pessoas a sua volta. Entre 1994 e 1997 namorou a atriz Danielle Winits; já entre 2000 e 2002 namorou a atriz Andréa Leal.
"Pode ser que eu case, mas não é algo que eu queira ou pense. Nunca foi um sonho para mim"— Mello em entrevista para o programa Saia Justa em 2024.

## Filmografia

### Televisão
| Ano  | Título                    | Personagem / Cargo               | Notas                                   |
| ---- | ------------------------- | -------------------------------- | --------------------------------------- |
| 1981 | Dona Santa                | Sidney                           |                                         |
| 1983 | Braço de Ferro            | Raimundo                         |                                         |
| 1984 | Corpo a Corpo             | Ronaldo Pellegrini               |                                         |
| 1986 | Sinhá Moça                | Rafael (jovem)                   | Episódio: "28 de abril"                 |
| 1988 | Grupo Escolacho           | Léo                              | Especial de fim de ano                  |
| 1992 | Pedra sobre Pedra         | Bruno                            |                                         |
| 1993 | Você Decide               | Edu                              | Episódio: "Laços de Sangue"             |
| 1993 | Olho no Olho              | Juca                             |                                         |
| 1994 | Tropicaliente             | Vitor Velasquez                  |                                         |
| 1995 | A Próxima Vítima          | Tonico                           |                                         |
| 1996 | A Comédia da Vida Privada | Luís Eduardo                     | Episódio: "Parece Que Foi Ontem"        |
| 1996 | A Comédia da Vida Privada | Valdemar (Billy Boy)             | Episódio: "O Grande Amor da Minha Vida" |
| 1997 | A Indomada                | Emanuel                          |                                         |
| 1998 | Mulher                    | Zeca                             | Episódio: "Desejos Incontroláveis"      |
| 1999 | O Auto da Compadecida     | Chicó                            |                                         |
| 1999 | Força de um Desejo        | Abelardo Sobral                  |                                         |
| 2000 | A Invenção do Brasil      | Diogo Álvares Correia (Caramuru) |                                         |
| 2000 | Brava Gente               | Edinho                           | Episódio: "Lira Paulistana"             |
| 2000 | Retrato Falado            | Diogo                            | Episódio: "Clarice"                     |
| 2001 | Os Maias                  | João da Ega                      |                                         |
| 2001 | Os Normais                | Nilo                             | Episódio: "Um Sábado Normal"            |
| 2002 | Copas de Mel              | Flávio                           | Episódio: "1994"                        |
| 2003 | Os Normais                | Bernardo                         |                                         |
| 2004 | Sitcom.br                 | Homem                            | Episódio: "Medo de Avião"               |
| 2004 | Os Aspones                | Tales                            |                                         |
| 2004 | Tarja Preta               | Apresentador                     |                                         |
| 2007 | O Sistema                 | Matias / Matt                    |                                         |
| 2010 | A Cura                    | Dimas Bevilláqua                 |                                         |
| 2011 | A Mulher Invisível        | Pedro                            |                                         |
| 2012 | Sessão de Terapia         | Dr. Caio Barone                  |                                         |
| 2016 | Ligações Perigosas        | Augusto de Valmont               |                                         |
| 2018 | Treze Dias Longe do Sol   | Saulo Garcez                     |                                         |
| 2018 | O Mecanismo               | Marco Ruffo                      |                                         |
| 2021 | Nos Tempos do Imperador   | Imperador Dom Pedro II do Brasil |                                         |
| 2025 | Tributo                   | Ele mesmo                        | Episódio: "Francisco Cuoco"             |

### Cinema
| Ano  | Título                                                  | Personagem                       | Nota                    |
| ---- | ------------------------------------------------------- | -------------------------------- | ----------------------- |
| 1990 | Uma Escola Atrapalhada                                  | Renan                            | [ 15 ] [ 16 ]           |
| 1994 | Lamarca                                                 | Ivan                             | [ 81 ]                  |
| 1995 | Flora                                                   | Remo                             | Curta-metragem          |
| 1995 | Razão Pra Crer                                          | -                                | [ 83 ]                  |
| 1997 | O Que É Isso, Companheiro?                              | César / Oswaldo                  | [ 84 ]                  |
| 1997 | Guerra de Canudos                                       | Tenente Luís da Gama             | [ 85 ]                  |
| 2000 | O Auto da Compadecida                                   | Chicó                            | [ 86 ]                  |
| 2001 | Lavoura Arcaica                                         | André                            | [ 26 ]                  |
| 2001 | Caramuru - A Invenção do Brasil                         | Diogo Álvares Correia (Caramuru) | [ 87 ]                  |
| 2003 | Lisbela e o Prisioneiro                                 | Leléu Antônio da Anunciação      | [ 28 ]                  |
| 2004 | Garotas do ABC                                          | Salesiano de Carvalho            | [ 88 ]                  |
| 2004 | Nina                                                    | Namorado de Ana                  | [ 89 ]                  |
| 2005 | O Coronel e o Lobisomem                                 | Pernambuco Nogueira              | [ 33 ] [ 34 ]           |
| 2006 | Quando o Tempo Cair                                     | -                                | Curta-metragem; direção |
| 2006 | Árido Movie                                             | Bob                              | [ 90 ]                  |
| 2006 | Tarantino's Mind                                        |                                  | Curta-metragem          |
| 2007 | O Cheiro do Ralo                                        | Lourenço                         | [ 92 ]                  |
| 2008 | Meu Nome Não é Johnny                                   | João Guilherme Estrella          | [ 37 ]                  |
| 2008 | Os Desafinados                                          | Dico                             | [ 93 ]                  |
| 2008 | A Erva do Rato                                          | Ele                              | [ 94 ]                  |
| 2008 | Feliz Natal                                             | -                                | Direção                 |
| 2009 | A Mulher Invisível                                      | Pedro                            | [ 43 ]                  |
| 2009 | Jean Charles                                            | Jean Charles de Menezes          | [ 40 ]                  |
| 2010 | Federal                                                 | Dani                             | [ 95 ]                  |
| 2010 | Lope                                                    | Marquês de Navas                 | [ 96 ]                  |
| 2011 | O Palhaço                                               | Benjamin / Pangaré               | Também diretor          |
| 2012 | Reis e Ratos                                            | Troy Somerset                    | [ 49 ]                  |
| 2012 | Billi Pig                                               | Wanderley                        | [ 44 ]                  |
| 2014 | Trash - A Esperança Vem do Lixo                         | Frederico Gonz                   | [ 53 ]                  |
| 2016 | Meu Amigo Hindu                                         | Morte                            | [ 56 ] [ 57 ]           |
| 2017 | Soundtrack                                              | Cris                             | Também produtor         |
| 2017 | O Filme da Minha Vida                                   | Paco                             | Também diretor          |
| 2019 | Babenco - Alguém Tem que Ouvir o Coração e Dizer: Parou | Ele mesmo                        |                         |
| 2024 | Ainda Estou Aqui                                        | Rubens Paiva                     | [ 65 ]                  |
| 2024 | O Auto da Compadecida 2                                 | Chicó                            | [ 98 ]                  |
| 2025 | Enterre Seus Mortos                                     | Edgard Wilson                    | [ 99 ]                  |
| 2025 | Anaconda                                                | Santiago Braga                   | [ 100 ]                 |

### Dublagem
| Ano  | Obra                                                            | Personagem                            |
| ---- | --------------------------------------------------------------- | ------------------------------------- |
| 1983 | O Programa de Charlie Brown e Snoopy                            | Charlie Brown                         |
| 1984 | Loucademia de Polícia                                           | Larvell Jones (Michael Winslow)       |
| 1985 | Clube dos Cinco                                                 | John Bender (Judd Nelson)             |
| 1985 | Os Goonies                                                      | Brandon Walsh (Josh Brolin)           |
| 1986 | Karate Kid 2 - A Hora da Verdade Continua (2ª Dublagem - Globo) | Daniel Larusso (Ralph Macchio)        |
| 1987 | Três é Demais (1ª-2ª Temporada - Globo)                         | Jesse Katsopolis (John Stamos)        |
| 1987 | Dinosaucers                                                     | David                                 |
| 1987 | Popeye e Filho                                                  | Tank Brutus                           |
| 1988 | Denver, o Dinossauro                                            | Mario                                 |
| 1988 | Garfield e seus Amigos (1ª Dublagem)                            | Jon Arbuckle                          |
| 1988 | Loucademia de Polícia: Série Animada                            | Larvell Jones                         |
| 1989 | Karate Kid 3 - O Desafio Final                                  | Daniel Larusso (Ralph Macchio)        |
| 1989 | Indiana Jones e a Última Cruzada                                | Indiana Jones (jovem) (River Phoenix) |
| 1990 | Linha Mortal                                                    | Nelson Wright (Kiefer Sutherland)     |
| 1990 | DuckTales: Os Caçadores de Aventuras                            | Asnésio                               |
| 1994 | Zé Colmeia, o Urso da Páscoa                                    | Coelhinho da Páscoa                   |
| 2000 | A Nova Onda do Imperador                                        | Kuzco                                 |
| 2003 | Irmão Urso                                                      | Kenai                                 |
| 2003 | Planeta Dinossauro (Discovery_Channel)                          | Narrador                              |
| 2009 | Reflexões de um Liquidificador                                  | Liquidificador                        |
| 2013 | Uma História de Amor e Fúria                                    | Homem-Pássaro                         |
| 2017 | Lino - O Filme: Uma Aventura de Sete Vidas                      | Lino                                  |
| 2023 | França e o Labirinto                                            | Nelson França                         |

### Videoclipes
| Ano  | Título          | Cargo              | Cantor    |
| ---- | --------------- | ------------------ | --------- |
| 2005 | "Flerte Fatal"  | Diretor / Produtor | Ira!      |
| 2006 | "Corpo Fechado" | Diretor            | Nasi      |
| 2009 | “Esconderijo”   | Diretor            | Ana Cañas |

## Teatro
| Ano  | Título                  | Personagem / Cargo             |
| ---- | ----------------------- | ------------------------------ |
| 1987 | O Ateneu                | [ 110 ]                        |
| 1992 | Os Meninos da Rua Paulo | Capitão dos Camisas Vermelhas  |
| 1995 | A Luz da Lua            | [ 112 ]                        |
| 1999 | O Zelador               | Mick / Produtor                |
| 2001 | Esperando Godot         | Wladimir                       |
| 2003 | Zastrozzi               | Zastrozzi / Diretor / Produtor |

## Prêmios e indicações
| Ano  | Prêmio                                             | Categoria | Obra                                       | Resultado |
| ---- | -------------------------------------------------- | --- | ------------------------------------------ | --------- |
| 1998 | Prêmio Contigo! de TV                              | Melhor Ator Coadjuvante | A Indomada                                 | Venceu    |
| 2001 | Festival de Havana                                 | Melhor Ator | Lavoura Arcaica                            | Venceu    |
| 2001 | Festival de Brasília                               | Melhor Ator | Lavoura Arcaica                            | Venceu    |
| 2002 | Mostra de Cinema Latino-americano de Lérida        | Melhor Ator | Lavoura Arcaica                            | Venceu    |
| 2002 | Festival de Cinema de Lima                         | Melhor Ator | Lavoura Arcaica                            | Venceu    |
| 2004 | Grande Prêmio do Cinema Brasileiro                 | Melhor Ator | Lisbela e o Prisioneiro                    | Venceu    |
| 2004 | Prêmio ACIE de Cinema                              | Melhor Ator | Lisbela e o Prisioneiro                    | Indicado  |
| 2004 | Prêmio Guarani de Cinema Brasileiro                | Melhor Ator | Lisbela e o Prisioneiro                    | Indicado  |
| 2004 | Prêmio Qualidade Brasil                            | Melhor Apresentador | Tarja Preta                                | Venceu    |
| 2006 | Prêmio Contigo! de Cinema Nacional                 | Melhor Ator Coadjuvante (popular) | O Coronel e o Lobisomem                    | Venceu    |
| 2006 | Cine PE                                            | Melhor Ator Coadjuvante | Árido Movie                                | Venceu    |
| 2006 | Festival de Cinema de Países de Língua Portuguesa  | Melhor Ator Coadjuvante | Árido Movie                                | Venceu    |
| 2006 | Festival do Rio                                    | Melhor Ator | O Cheiro do Ralo                           | Venceu    |
| 2006 | Festival Internacional de Cinema de Punta Del Este | Melhor Ator | O Cheiro do Ralo                           | Venceu    |
| 2006 | Festival Internacional de Cinema de Guadalajara    | Melhor Ator | O Cheiro do Ralo                           | Venceu    |
| 2006 | Prêmio SESC/SATED                                  | Melhor Ator | O Cheiro do Ralo                           | Venceu    |
| 2007 | Prêmio Contigo! de Cinema Nacional                 | Melhor Ator Coadjuvante | Árido Movie                                | Indicado  |
| 2007 | Prêmio Qualidade Brasil                            | Melhor Ator | O Cheiro do Ralo                           | Indicado  |
| 2007 | Troféu APCA                                        | Melhor Ator | O Cheiro do Ralo                           | Venceu    |
| 2007 | Prêmio Faz Diferença - O Globo                     | Segundo Caderno Cinema | O Cheiro do Ralo                           | Venceu    |
| 2008 | Prêmio ACIE de Cinema                              | Melhor Ator | O Cheiro do Ralo                           | Indicado  |
| 2008 | Grande Prêmio do Cinema Brasileiro                 | Melhor Ator | O Cheiro do Ralo                           | Indicado  |
| 2008 | Festival Paulínia de Cinema                        | Melhor Diretor | Feliz Natal                                | Venceu    |
| 2008 | Festival de Cinema de Goiânia                      | Melhor Diretor | Feliz Natal                                | Venceu    |
| 2008 | Los Angeles Brazilian Film Festival                | Melhor Diretor | Feliz Natal                                | Venceu    |
| 2008 | Prêmio Contigo! de Cinema Nacional                 | Melhor Ator | Meu Nome Não É Johnny                      | Venceu    |
| 2008 | Festival Internacional de Cinema de Miami          | Melhor Ator | Meu Nome Não É Johnny                      | Venceu    |
| 2008 | Prêmio Qualidade Brasil                            | Melhor Ator | Meu Nome Não É Johnny                      | Venceu    |
| 2008 | Brazilian Film Festival of Toronto                 | Melhor Ator | Meu Nome Não É Johnny                      | Venceu    |
| 2009 | Festival de Cinema de Países de Língua Portuguesa  | Melhor Ator | Meu Nome Não É Johnny                      | Venceu    |
| 2009 | Prêmio Vivo de Cinema Brasileiro                   | Melhor Ator | Meu Nome Não É Johnny                      | Venceu    |
| 2009 | Grande Prêmio do Cinema Brasileiro                 | Melhor Ator | Meu Nome Não É Johnny                      | Venceu    |
| 2009 | Prêmio ACIE de Cinema                              | Melhor Ator | Meu Nome Não É Johnny                      | Indicado  |
| 2009 | Prêmio ACIE de Cinema                              | Melhor Diretor | Feliz Natal                                | Indicado  |
| 2009 | Prêmio Bravo! Prime de Cultura                     | Artista Prime do Ano | Homenagem                                  | Venceu    |
| 2009 | Prêmio Quem de Cinema                              | Melhor Ator | Jean Charles                               | Venceu    |
| 2009 | Prêmio Contigo! de Cinema Nacional                 | Melhor Ator | Jean Charles                               | Indicado  |
| 2010 | Grande Prêmio do Cinema Brasileiro                 | Melhor Ator | Jean Charles                               | Indicado  |
| 2010 | Grande Prêmio do Cinema Brasileiro                 | Melhor Ator | A Mulher Invisível                         | Indicado  |
| 2010 | Prêmio ACIE de Cinema                              | Melhor Ator | A Mulher Invisível                         | Indicado  |
| 2010 | Prêmio Qualidade Brasil                            | Melhor Ator de Minissérie | A Cura                                     | Indicado  |
| 2010 | Prêmio Extra de Televisão                          | Melhor Ator | A Cura                                     | Indicado  |
| 2011 | Prêmio Contigo! de TV                              | Melhor Ator em Série ou Minissérie | A Cura                                     | Indicado  |
| 2011 | Prêmio Extra de Televisão                          | Melhor Ator | A Mulher Invisível                         | Indicado  |
| 2012 | Prêmio Faz Diferença - O Globo                     | Segundo Caderno Cinema | O Palhaço                                  | Venceu    |
| 2012 | Festival Internacional de Chicago                  | Melhor Diretor Revelação | O Palhaço                                  | Venceu    |
| 2012 | Troféu APCA                                        | Melhor Diretor | O Palhaço                                  | Venceu    |
| 2012 | Prêmio ABC de Cinematografia                       | Melhor Edição (com Marília Moraes) | O Palhaço                                  | Venceu    |
| 2012 | Grande Prêmio Brasileiro de Cinema                 | Melhor Filme de Ficção Melhor Diretor Melhor Ator Melhor Roteiro Original (com Marcelo Vindicatto) Melhor Montagem de Ficção (com Marília Moraes) | O Palhaço                                  | Venceu    |
| 2012 | Prêmio ACIE de Cinema                              | Melhor Filme Prêmio Blockbuster Brasil | O Palhaço                                  | Venceu    |
| 2012 | Festival Paulínia de Cinema                        | Melhor Diretor de Ficção Melhor Roteiro (com Marcelo Vindicatto)                                                                                  | O Palhaço                                  | Venceu    |
| 2012 | Prêmio Quem de Cinema                              | Melhor Ator | O Palhaço                                  | Venceu    |
| 2012 | Festival de Cinema da Lapa                         | Melhor Diretor | O Palhaço                                  | Venceu    |
| 2012 | Festival Internacional de Cinema de Toronto        | Melhor Ator | O Palhaço                                  | Venceu    |
| 2012 | Festival de Cine Iberoamericano de Huelva          | Prêmio de Audiência | O Palhaço                                  | Venceu    |
| 2012 | Festival Sesc Melhores Filmes                      | Melhor Filme (júri) Melhor Diretor (popular) Melhor Ator (júri)                                                                                   | O Palhaço                                  | Venceu    |
| 2012 | Prêmio Contigo! de Cinema Nacional                 | Melhor Diretor (júri) | O Palhaço                                  | Venceu    |
| 2012 | Prêmio Contigo! de Cinema Nacional                 | Melhor Ator (júri) Melhor Roteiro (júri) | O Palhaço                                  | Indicado  |
| 2012 | Prêmio Contigo! de Cinema Nacional                 | Melhor Ator (popular) | Billi Pig                                  | Venceu    |
| 2016 | Prêmio Quem de Televisão                           | Melhor Ator de TV | Ligações Perigosas                         | Indicado  |
| 2017 | Festival de Cinema da Lapa                         | Melhor Diretor | O Filme da Minha Vida                      | Venceu    |
| 2017 | Festival de Cinema da Lapa                         | Melhor Roteiro (com Marcelo Vindicatto) | O Filme da Minha Vida                      | Venceu    |
| 2018 | Mostra de Cinema Latino-americano de Lérida        | Menção Especial | O Filme da Minha Vida                      | Venceu    |
| 2018 | Grande Prêmio do Cinema Brasileiro                 | Melhor Ator Coadjuvante | O Filme da Minha Vida                      | Indicado  |
| 2018 | Grande Prêmio do Cinema Brasileiro                 | Melhor Roteiro Adaptado | O Filme da Minha Vida                      | Indicado  |
| 2021 | Prêmio Contigo! Online                             | Melhor Ator de Série | Sessão de Terapia                          | Venceu    |
| 2021 | Prêmio Contigo! Online                             | Melhor Ator de Novela | Nos Tempos do Imperador                    | Indicado  |
| 2021 | Melhores do Ano - RD1                              | Melhor Ator | Nos Tempos do Imperador                    | Indicado  |
| 2021 | Prêmio F5                                          | Melhor Ator de Novela | Nos Tempos do Imperador                    | Venceu    |
| 2021 | Melhores do Ano NaTelinha                          | Melhor Ator | Nos Tempos do Imperador                    | Indicado  |
| 2021 | Prêmio Glow                                        | Melhor Ator/Atriz | Nos Tempos do Imperador                    | Indicado  |
| 2021 | Melhores do Ano                                    | Melhor Ator de Novela | Nos Tempos do Imperador                    | Indicado  |
| 2022 | Troféu Imprensa                                    | Melhor Ator | Nos Tempos do Imperador                    | Indicado  |
| 2022 | Troféu Internet                                    | Melhor Ator | Nos Tempos do Imperador                    | Venceu    |
| 2022 | CCXP Awards                                        | Melhor Ator Série (Brasil) | Sessão de Terapia                          | Indicado  |
| 2024 | TikTok Awards                                      | Estrela do Ano | TikTok do Ator                             | Indicado  |
| 2024 | Prêmio APCA de Cinema                              | Melhor Ator | Ainda Estou Aqui / O Auto da Compadecida 2 | Indicado  |
| 2024 | Prêmio F5                                          | Melhor Atuação em Filme | Ainda Estou Aqui                           | Indicado  |
| 2024 | Prêmio Men of the Year Brasil                      | Ícone do Audiovisual | Ainda Estou Aqui                           | Venceu    |
| 2025 | Brazil Online Film Award                           | Melhor Ator Coadjuvante | Ainda Estou Aqui                           | Indicado  |
| 2025 | Prêmio Exclamação                                  | Melhor Ator Coadjuvante | Ainda Estou Aqui                           | Venceu    |
| 2025 | Prêmio Faz Diferença - O Globo                     | Cinema | Ainda Estou Aqui                           | Venceu    |
| 2025 | Prêmio iBest                                       | Protagonista Influenciador | Ainda Estou Aqui                           | Pendente  |
| 2025 | SEC Awards                                         | Melhor Performance em Filme Nacional | Ainda Estou Aqui                           | Pendente  |
| 2025 | Prêmio Grande Otelo do Cinema Brasileiro           | Melhor Ator de Longa-metragem | Ainda Estou Aqui                           | Venceu    |